# Такэути, Хироми
Хироми Такеути (яп. 전이경, англ. Hiromi Takeuchi; родилась 14 марта 1966 года в Токио) — японская конькобежка, специализирующаяся в шорт-треке. Участвовала в Олимпийских играх 1988 и 1992 годов. Чемпионка мира 1985 года в эстафете.

## Биография
Хироми Такеути с самого первого своего чемпионата мира 1982 года в Монктоне, где была второй в эстафете, показала, что она командный игрок. В последующие годы, начиная с 1982 и заканчивая 1990 годом Такеути выиграла в эстафете семь!!! серебряных наград и золото чемпионата мира в Амстердаме. Хироми принимала участие в
Олимпийских играх в Калгари, где шорт-трек был демонстрационным видом спорта, тогда вместе с партнёршами по команде она выиграла серебро в эстафете, правда без медалей. А вот на Олимпийских играх в Альбервилле сборная Японии вышла в финал, но заняла только 4 место, проиграв Канаде, главному фавориту турнира, американцам и Советскому Союзу, вице-чемпионам последнего мирового первенства.. Последнюю награду Такеути получила в 1992 году на чемпионате мира среди команд в Минамимаки, выиграв серебряную медаль.